# NOeSIS
『NOeSIS』（ノエシス）は、同人サークル「クラシックショコラ」のcutlassによって制作された同人ゲームのシリーズ作品。
制作にはNscripter、およびONScripterが使用されている。

## 概要
Android/Windows用として制作されたノベルゲーム。後にiPhone版も加わった。有志によりPSPでもプレイ可能になった。
制作者のcutlass曰く、この作品群は次回作の「雨月の魚」のための練習作であるそうだが、当作品群でも評価は高い。
美少女ゲームではあるものの、ヤンデレやホラー要素が強いため「サスペンスホラー系アドベンチャー」に分類されることもある。
ノベルゲームであるため、ヒロインを攻略する要素は現時点ではほとんどなく、選択肢によるストーリー分岐も少なめである。

### メディア展開
2012年9月よりNOeSISのポッドキャスト版「NOeSIS-欠けたひまわり-」がニコニコ動画やYouTubeなどで配信されている。
2012年12月20日から2015年1月1日まで、ガンガンONLINE（スクウェア・エニックス）にて構成・緋原俊介、作画・芹之由奈によるコミックが連載され、2013年8月20日より星海社にて原作者執筆の書籍が販売されている。一巻には田中ロミオによる解説が付いている。
2014年8月15日にcutlassからHOBiRECORDSより「Sound Drama NOeSIS -嘘を吐いた記憶の物語-」が製作されることが発表される。監督は高宮宏臣。本編四章分を再構成したものである。2015年1月に第一章前編が発売され、コミカライズ版単行本と同様にオリジナルショートストーリーが載せられている。ショートストーリー全てを読む(聞く)には、購入してからでないと分からないダウンロードキーが必要である。

### 続編・リメイク版
2012年10月24日に「NOeSIS〜嘘を吐いた記憶の物語〜」（以下「嘘吐き」と表記）の続編である「NOeSIS02-羽化-」（以下「羽化」と表記）が公開されている。2013年秋頃にその続編となる「NOeSIS03-歌う影の戯曲-」が公開される予定であったが、実際に公開されたのは2017年11月24日となった。2015年5月末に製作者Twitterにて、本作の完結は2017年を予定しているとの発表があった。時期的に「歌う影の戯曲」の公開が2017年末であり、かつ「歌う影の戯曲」の公式サイトのイントロダクションやアプリの紹介に「物語は遂にファイナルへ!」と完結作と思わせる表記がある。一方「歌う影の戯曲」の開発は長期化しており、公開されるまでに、「NOeSIS04 還ろう黄泉の物語」、「NOeSIS05」、「NOeSIS」の7年前の時系列かつ「NOeSIS05」の対となる「雨月の魚」といったタイトル、開発コードの構想が語られていた。
2015年9月に開催された「NOeSIS祭り」にて、あらすじや大まかな登場予定の人物についての設定、フルボイス化についての発表がされた。2016年5月よりリメイク版が公開された。このリメイク版及び「歌う影の戯曲」より、アプリの開発元の表記は株式会社トーアとなっている。インターネット上の情報公開は同社のゲーム事業部であるSpiritWorksが行っている。
- 2016年11月30日にフリューよりニンテンドー3DS版が配信。
- 2016年5月下旬に「リメイク版　NOeSIS　嘘を吐いた記憶の物語」が公開。
- 2016年9月下旬に「リメイク版　NOeSIS～羽化」が公開。
- 2017年11月24日に「NOeSIS 歌う影の戯曲」が公開。

## 作品内容

### リメイク版
嘘を吐いた記憶
鹿倉時雨は、ある事件に巻き込まれ、この世ならざる存在・影を見る力を得る。影の不気味さから、彼は外界とのかかわりを避けるように生活してきたが、高校2年生の時のある日、死者の声を聴くことができる少女・鷹白千夜と出会う。
その後、彼の通う学校で自殺事件が発生する。
羽化
平和な生活を手に入れるため、時雨は時間を巻き戻そうとうするが、謎の少女・天鳥那由多の妨害を受ける。

### 登場人物
鹿倉 時雨（ししくら しぐれ）
声 - 島﨑信長（ドラマCD）/ 新井良平（ゲーム） / mai（ポッドキャスト）
この物語の主人公。両親は長い間不在のため、幼馴染のこよみと妹の憂姫と暮らしている。料理が全く出来無いので、いつもこよみに任せっきりである。
正義感が強く友達思いな性格。幼馴染であるこよみの攻撃を日々回避しているため反射神経が良い。
学校の屋上で自殺しようとしていた千夜を発見したことから、様々な事件に巻き込まれていく。
アニメオタクで、女装が似合う。マゾ気質。
名前の元ネタは奥多摩にある鹿倉山と日本海軍の白露型駆逐艦時雨から。
鷹白 千夜（たかしろ ちや）
声 - 佐藤聡美 / 小日向さくら（ポッドキャスト）
時雨たちの学校の生徒会長であり、二重人格をもつ。時雨よりも1年年上の先輩。
人の目を見るだけで相手の考えやその人の記憶を見たり、感情や寿命を読み取ったりすることができる能力の持ち主。ボディイメージの操作、破壊も可能である。
学校の屋上で飛び降り自殺しようとしていたところを時雨に見つかる。
名前の元ネタは日本海軍の敷設艦白鷹とアラビアンナイトの千夜一夜物語から。
鷹白 一夜（たかしろ まや）
声 - 佐藤聡美 / 小日向さくら（ポッドキャスト）
千夜の複数ある人格のうちのひとつ。実際に出てこれるのは彼女だけ。
本名は榧夜（かや）。
雰囲気がよく優しいことから生徒からとても信頼されている。男子嫌いである一方、女子好き。
名前の元ネタは千夜と同じく敷設艦白鷹と、アラビアンナイトの千夜一夜物語から。
鷹白 榧夜（たかしろ かや）
一夜の正体。千夜と同じような性格を持つ。那由多の従姉妹（分家）。
18歳にして評議会に席を置く程の分子生物学の権威である。
千代田 こよみ（ちよだ こよみ）
声 - 伊藤かな恵 / mai（ポッドキャスト）
時雨の幼馴染。女子バスケ部に所属している。毎日時雨と憂姫の朝食と夕食、家事をこなしている。
常人離れした怪力の持ち主であり、自動販売機を軽々持ち上げたり、平均台を地上から校舎の3階部分まで投げ飛ばすほど。
名前の元ネタは日本海軍の千歳型水上機母艦千代田から。
鹿倉 憂姫（ししくら ゆき）
声 - 田村ゆかり / しろはね結糸（ポッドキャスト）
時雨の妹。5年前の事故によりそれ以前の記憶を失っている。事故の後遺症で体が弱いが、頭はずば抜けていい。
身長が低い事と胸が小さい事を気にしており、それについて触れられると怒る。兄同様料理は出来無い。
笛吹 遥（うずしき はるか）
声 - 寺崎裕香
時雨の同級生でこよみが所属する女子バスケ部の部長。猫が大好き。
バスケ部員でありながら身長が低い事を気にしているが、運動神経はこよみ以上に良い。
「嘘吐き」にのみ登場。
天鳥 那由多（あまどり なゆた）
声 - 加隈亜衣
時雨と同じクラスの少女。時雨の真後ろの席に座っていた。
時雨の同級生。頭部のお菓子型通信装置で他個体との記憶の同期をとっていた。
髪飾りを破壊されない限りは再生し続け、血を求める。出身地などの詳細は不明。「羽化」に登場。
天鳥 椿妃（あまどり つばき）
声 - 佐藤聡美
容姿が千夜ととても似ている。なぜか出会った時から時雨のことを「お兄様」と呼ぶ。
2015年9月に開催された「NOeSIS祭り」で次回作の発表があった際に、千夜の前世であり、瑞光の妹で、尚且那由多の家系であることが告知された。
「羽化」の最後、「歌う影の戯曲」に登場。
千代田 百舌鳥（ちよだ もず）
声 - 大和田仁美
こよみの前世であり、鹿倉家に仕える病弱なメイドであることが、「NOeSIS祭り」で発表された。鹿倉瑞光（後述）とは幼馴染みであり心の支えである。
「歌う影の戯曲」に登場。
古宮 鏡花（ふるみや きょうか）
声 - 太田彩華
憂姫の前世の姿であることが「NOeSIS祭り」で発表された。何らかの能力を保持しており、それを封じる為両手には枷が付けられている。
「歌う影の戯曲」に登場。
鹿倉 瑞光（ししくら ずいこう）
声 - 沢城千春
時雨の祖父であり、椿妃の兄。架空の大日本帝国陸軍飛行戦隊の一つ、「飛行第215戦隊」に所属する戦闘機パイロット。階級は少尉。「NOeSIS祭り」で発表された情報に寄れば、飛行第215戦隊は「塔」を守護する防空部隊であり、その中のエースパイロットであると言う。また、製作者は2014年夏のコミックマーケットにて、「飛行第215戦隊は実在した飛行第244戦隊がモチーフである」と話している。
「歌う影の戯曲」に登場。
求聞持 空子（ぐもんじ くうこ）
声 - 中恵光城
榧夜の秘書。「歌う影の戯曲」に登場。
九手 白香（ここのて しらか）
小説版に登場。
寄辺 縁（よるべ ゆかり）
声 - しろはね結糸（ポッドキャスト）
サイドストーリー「欠けたひまわり」に登場。
さなぎ
声 - 犬猫（ポッドキャスト）
サイドストーリー「四月の蛍」に登場。
千花（ちか）
サイドストーリー「夏のかくれんぼ」に登場。千夜の従姉妹。
アザミ
同人誌「人喰いの森」に登場。
桔梗（ききょう）
サイドストーリー「霧と線」に登場。

### 作品中に言及された用語説明
赤い本
千夜の姉（榧夜）が作ったと考えられる謎の本。
中身には自殺,他殺,天災などのあらゆる"死"について記述されており、所有しているだけで持ち主の周りの人達が次々と記述されている通りに死に続けると知られている。
現在は指輪の形に変化され、4色の指輪（赤色、黄色、黒色、青色）が残されており、その中の1つを通り魔の火付け役が所有していた。
ボディイメージ
人間の脳にある、人型の人形のようなもの。
人間はそれを脳内で操ることで、人体の複雑な動きを実現している。
「自分の体や容姿へのイメージのこと」という一般的な意味で使われてはいない。
通り魔事件
作中に登場する謎の宗教団体による連続殺人事件。
警察によってその火付け役が捕まえられたが、本人はその場で自爆テロを図る。これにより事件は終わりの道に進んでいるように見えた。
しかしその後、謎の怪物によって事件は再開された。

## Webラジオ
『NOeRADiO』のタイトルで2016年6月16日から11月24日までHiBiKi Radio Stationにて配信された。毎週木曜日に更新。パーソナリティは中恵光城（求聞持空子 役）とかなでももこ（古宮縁 役）が務めた。